# Epacris calvertiana
Epacris calvertiana är en ljungväxtart som beskrevs av Ferdinand von Mueller. Epacris calvertiana ingår i släktet Epacris och familjen ljungväxter. Utöver nominatformen finns också underarten E. c. versicolor.